# Ferenc Puskás
Ferenc Puskás Biró (Budapeste, 1 de abril de 1927 — Budapeste, 17 de novembro de 2006) foi um treinador e futebolista húngaro que atuava como centroavante. É considerado o maior futebolista da história da Hungria e um dos maiores futebolistas de todos os tempos. Defendeu também a Seleção Espanhola. O seu nome de batismo era Ferenc Purczeld Biró (Purczeld Biró Ferenc, no padrão húngaro).
Puskás celebrizou-se como o líder da Seleção Húngara que fez história na primeira metade da década de 1950, quando seu elenco ficou conhecido como "os mágicos magiares". O país ficou quatro anos invicto, ganhando a medalha de ouro do futebol nos Jogos Olímpicos de Verão de 1952 e terminando a Copa do Mundo de 1954 vice-campeão, embora seja considerado indubitavelmente a melhor equipa deste torneio. Paralelamente, era o líder natural do clube que servia de base para aquele selecionado, o Honvéd. Seus 84 gols em 85 jogos pela Hungria fazem-no o maior artilheiro da seleção magiar; foi por muito tempo o maior goleador de uma Seleção, recorde batido pelo iraniano Ali Daei.[carece de fontes?]
Puskás, que tinha a patente de major (daí seu apelido Major Galopante), tem uma marca de gols excepcional por seu país: 84 em 85 jogos. Dono de habilidade precisa para passes e dribles curtos e secos, além de um primoroso chute de esquerda, era um jogador cerebral. Em comparação com outros jogadores da época, era considerado gordo e baixo. Colocava brilhantina nos cabelos negros e penteava-os para trás.
Maior futebolista húngaro, entrou para a história do esporte também por seus feitos pelo Real Madrid no final daquela década e início da seguinte. É também um dos poucos a terem jogado Copas do Mundo por dois países: participou da de 1962 competindo pela Espanha. De acordo com a FIFA, Puskás é um dos cinco a terem jogado Copas do Mundo por dois países considerados diferentes pela entidade, ao lado de Luis Monti (que jogou a de 1930 pela Argentina e a de 1934 pela Itália), José Santamaría (que jogou a de 1954 pelo Uruguai e a de 1962 pela Espanha), José João "Mazzola" Altafini (que jogou a de 1958 pelo Brasil e a de 1962 pela Itália) e Robert Prosinečki (que jogou a de 1990 pela Iugoslávia e as de 1998 e 2002 pela Croácia).
De acordo com o IFFHS, os 512 gols de Puskás (em 528 partidas) fazem dele o terceiro maior artilheiro do século XX. Ao lado do compatriota Zoltán Czibor, do uruguaio Pedro Cea e do argentino Alfredo Di Stéfano, Puskás é também um dos quatro atletas que marcaram gols em finais de Olimpíada e de Copa do Mundo. Desde 2009, a FIFA concede o Prêmio Ferenc Puskás ao autor do gol mais bonito do ano.

## Carreira em clubes

### Início
Começou aos dezesseis anos a sua carreira de jogador profissional em 1943, em plena Segunda Guerra Mundial, numa equipe da sua cidade chamada Kispest, próximo de sua casa. O seu pai era um ex-jogador da equipe, do qual tornou-se treinador quando o jovem Ferenc Puskás tinha nove anos. O garoto recebera o seu novo sobrenome no ano anterior: o pai, por razões políticas, decidira trocar o sobrenome familiar original, de origem alemã. "Puskás", em húngaro, significa "fuzileiro". Devido ao fato de ter o mesmo nome do pai, o garoto ficaria conhecido como "Öcsi Puskás"; "Öcsi" é a versão húngara para "júnior". Até os doze anos de idade, utilizou o pseudônimo "Miklos Kovács" no Kispest.
O Kispest, embora tradicional, não era uma equipe vencedora. Criada em 1909, jamais ganhara o Campeonato Húngaro, cujo título naqueles anos costumava ficar com Újpest Dozsa e Ferencváros. Em 1948, Puskás quebrou o recorde de gols no campeonato, marcando cinquenta. A história mudaria de vez em 1949, quando o Exército húngaro, decidido a ter a sua própria equipa de futebol, associou-se ao Kispest, que foi renomeado Honvéd. Gusztáv Sebes, vice-ministro dos Esportes, garimpou jogadores e colocou os melhores que encontrou no Honvéd.
Puskás e os colegas passaram a conviver com uma disciplina militar de treinos. Entre os seus companheiros de clube, destacavam-se Sándor Kocsis, Zoltán Czibor, József Bozsik, Gyula Grosics, Gyula Lóránt e László Budai, os seus colegas também na Seleção. A equipa conquistou o primeiro campeonato húngaro que disputou como Honvéd (Defensor), em 1950, com 31 gols de Puskás, novamente artilheiro. Com Ferencváros e Újpest tornando-se meros coadjuvantes, as disputas passaram a dar-se com o Vörös Lobogó (Estrela Vermelha), outra equipa reestruturada e renomeada por um órgão do governo: o seu nome original era MTK, sendo a equipa da polícia. O novo rival ganhou em 1951 e 1953 (com ele sendo novamente artilheiro, com 27 tentos) e o Honvéd, em 1952 e 1954 e 1955.
Em 1956, tudo mudou no Honvéd. O clube estava na Espanha, onde jogaria contra o Athletic Bilbao pela Copa dos Campeões da UEFA quando a Revolução Húngara de 1956, movimento com ampla adesão popular em que a Hungria tentou livrar-se da excessiva influência soviética, foi reprimida pelo Pacto de Varsóvia. Os jogadores do Honvéd, liderados por Puskás, decidiram não voltar para casa: a partida de volta contra o Bilbao teve de ser realizada em Bruxelas e a equipa foi eliminada. Os jogadores, para sustentarem-se financeiramente, passaram a realizar amistosos pelo mundo em 1957, incluindo alguns pelo Brasil, onde jogaram contra Flamengo e Botafogo.
A FIFA, então, proibiu os jogadores de atuarem enquanto não regularizassem sua situação com a Federação Húngara. Tal situação arrastou-se por mais de um ano, até que um acordo foi feito: por ele, oito jogadores regressariam à Hungria e os demais se espalhariam pela Europa. Dentre os que sairiam da equipe, estavam Puskás, Kocsis e Czibor, que acabaram indo jogar na Espanha. O major pelo Real Madrid, os outros dois pelo rival Barcelona. O Honvéd, que no início dos anos 50 era indiscutivelmente a melhor equipa do mundo, só voltaria a ser campeão na década de 1980. Puskás, por sua vez, seria caluniado no país natal por conta do exílio, sendo tachado de "desertor", "gordo" e até "contrabandista".
Sua paixão pelo Honvéd, no entanto, não morreria. O livro Puskás: uma lenda do futebol, lançado em 1998 no Brasil, encerra com as seguintes palavras do ex-jogador: "Quando olho para trás, vejo que ao longo de minha vida uma única linha se desenvolveu - apenas o futebol. Foi uma linha simples, direta, sem ambições conflitantes. Desde aquele momento na minha infância quando ouvi o misterioso clamor da multidão no estádio Kispest, a apenas alguns metros de distância da janela da nossa cozinha, acho que já estava predestinado."

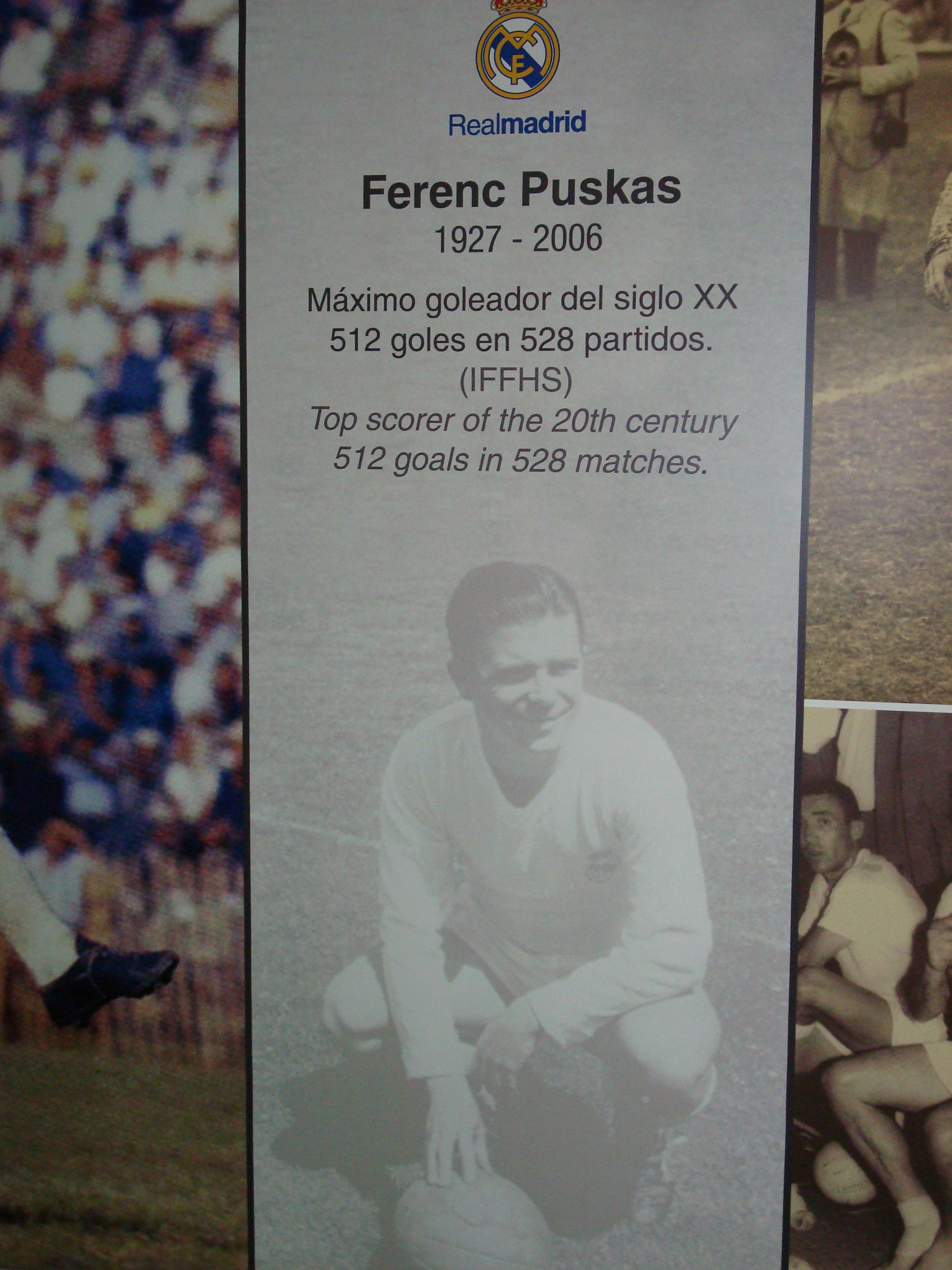
Painel do Real Madrid em homenagem a Puskás.

### Real Madrid
Inicialmente, Puskás morou um ano na vizinha capitalista Áustria, mas não conseguiu permissão para jogar. Manifestou depois desejo de jogar no futebol italiano, despertando interesse de Milan e Juventus, mas a possibilidade foi afastada com a sanção da FIFA. Foi então trazido em 1958 ao Real Madrid por seu ex-treinador no Honvéd, Emil Östreicher. Chegou cercado de críticas: não jogava com regularidade havia mais de um ano e já tinha 31 anos, parecendo distante do astro-símbolo do Honvéd e da Hungria no início da década. Segundo relatos, surpreso com a insistência dos blancos em contratá-lo, ele, com dezoito quilos acima do peso, foi franco com o presidente Santiago Bernabéu: "O senhor me olhou? Estou gordo", no que foi respondido "Este não é problema meu, é seu".
Logo, todavia, demonstrou do que a sua canhota ainda era capaz; a Liga Espanhola ficou com o rival Barcelona, onde jogavam seus ex-colegas de Honvéd e Hungria, Sándor Kocsis e Zoltán Czibor (e outro compatriota, László Kubala), mas no torneio Puskás marcou 21 gols em seu retorno a jogos oficiais, logo desenvolvendo grande parceira com a estrela-mor do clube, o argentino Alfredo Di Stéfano. Juntava-se também a outro celebrado astro estrangeiro, o francês Raymond Kopa.
Puskás chegara ao Real com a equipa consagrada internacionalmente: os merengues haviam vencido as três edições da Copa dos Campeões da UEFA, competição iniciada a partir da temporada europeia de 1955–56. Na campanha de 1958–59, o húngaro mostrou-se decisivo contra o outro rival, o Atlético de Madrid: após duas partidas empatadas, as duas equipes tiveram de se enfrentar em um jogo extra, e Puskás marcou um dos gols na vitória por 2–1. Todavia, uma lesão acabou lhe tirando da final, contra o Reims.
Na segunda temporada no Real, a de 1959–60, o Campeonato Espanhol ficou novamente com o Barcelona. Puskás, por outro lado, sagrou-se artilheiro com 25 gols. Paralelamente, na Copa dos Campeões, o clube chegou novamente e pela quinta vez seguida à final, a primeira disputada por Puskás, agora o Pancho da torcida madridista. Na campanha, os merengues já haviam dado o troco no Barcelona, contra quem jogaram nas semifinais. Foram duas vitórias por 3–1, com Puskás marcando três vezes - duas delas na casa do adversário, o Camp Nou.
A final foi contra os alemães do Eintracht Frankfurt. Puskás e Di Stéfano atuaram magistralmente: o húngaro marcou quatro vezes e seu amigo, três, na vitória blanca por 7–3. O jogo foi na Escócia, no Hampden Park, e a performance do Real (e de seus dois astros) foi descrita pelo jornal britânico The Guardian como "Fonteyn e Nureyev, Bob Dylan no Albert Hall, a primeira noite de Sagração da Primavera, Olivier no seu auge, o Armoury Show e a Ópera de Sydney, tudo isso em um só evento". Puskás terminou também artilheiro da Copa, com doze gols. Ao final de 1960, o Real faturia também a primeira Copa Intercontinental, com vitória de 5–1 sobre o Peñarol. Em menos de dez minutos, Puskás já havia marcado duas vezes, e Di Stéfano, uma.

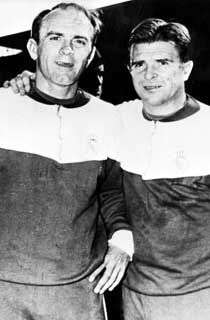
Ao lado do parceiro de Real Madrid e amigo Alfredo Di Stéfano.

A temporada de 1960–61 terminou de forma inversa em relação aos torneios: na Copa dos Campeões, Barcelona e Real se enfrentaram logo nas oitavas e desta vez os blaugranas se deram melhor, eliminando os rivais. Por outro lado, o Real ganhou a liga espanhola, a primeira delas com Puskás no elenco. O que não mudou foi a artilharia do campeonato, que ficou novamente com o húngaro, com 27 gols. Um novo título espanhol, e um também na Copa do Rei (no que foi o primeiro e único título de Puskás na competição, que na época chamava-se Copa do Generalíssimo), vieram em 1961–62, e na mesma temporada o Real voltou à final da Copa dos Campeões, decidida contra o Benfica. Puskás realizou outra performance notável. Com 23 minutos de jogo, já marcara duas vezes. Os portugueses, que na edição anterior venceram o Barcelona na final, conseguiram deixar o placar empatado ainda nos 34 minutos do primeiro tempo, mas Puskás marcou o terceiro quatro minutos depois.
No segundo, porém, o adversário, em incrível reação, virou a partida e terminou campeão por 5–3, na primeira vez em que o Real perdeu uma decisão da Copa dos Campeões. Isto foi posto de lado na Espanha: na temporada 1962–63, a equipe ultrapassou o Barcelona e alcançou seu nono título espanhol, isolando-se como a maior vencedora da competição. Puskás, mais uma vez, foi o goleador máximo, marcando 26 vezes. O décimo título espanhol - o quinto seguido - veio na de 1963–64, com o húngaro alcançando sua quarta artilharia, com vinte gols. Naquela temporada, o Real voltou à final da Copa dos Campeões. Puskás, que, com sete gols, terminaria novamente artilheiro do torneio, e Di Stéfano, porém, não conseguiram furar a retranca catenaccio da Internazionale e não marcaram. A equipe italiana conhecia bem quem enfrentava: era treinada por Helenio Herrera e tinha como um de seus principais jogadores Luis Suárez, ambos ex-adversários de Barcelona, além de terem convivido com boa parte do elenco do Real na Seleção Espanhola. O oponente venceu por 3–1.
A temporada 1965–66 foi a última de Puskás, que disputou apenas oito partidas da liga espanhola. Ele já não tinha o amigo Di Stéfano, que saíra do clube em 1964, insatisfeito de ter ido para a reserva após a derrota para a Internazionale. A série de conquistas no espanhol acabou interrompida com o título do rival Atlético de Madrid. Na Copa dos Campeões, ele marcou cinco vezes em três jogos. O clube novamente sagrou-se campeão, batendo de virada os iugoslavos do Partizan, mas sem o húngaro na decisão.

## Seleção Húngara
Puskás recebeu sua primeira convocação em 1945, com a Segunda Guerra Mundial recém-acabada, quando a Seleção Húngara se reuniu para dois amistosos contra a Áustria. Na estreia, marcou um gol na vitória por 5–2.[carece de fontes?] Contudo, apenas com a reestruturação militar - quando não atuavam por seus clubes, os principais jogadores do país treinavam juntos e em tempo integral, desenvolvendo entrosamento perfeito- de Gusztáv Sebes é que os magiares voltariam a decolar - o país fora vice-campeão da Copa do Mundo de 1938.
Em 4 de junho de 1950, em vitória por 5–3 sobre a Polônia em Varsóvia daria início a uma impressionante série invicta que duraria quatro anos. Naquele ano, a Copa do Mundo voltou a ser realizada, no mundial do Brasil. Porém, a única nação do bloco comunista que competiu nas eliminatórias (e, posteriormente, no mundial) foi a Iugoslávia; a Hungria, bem como as demais nações, declinaram em participar, sem oferecer maiores explicações.

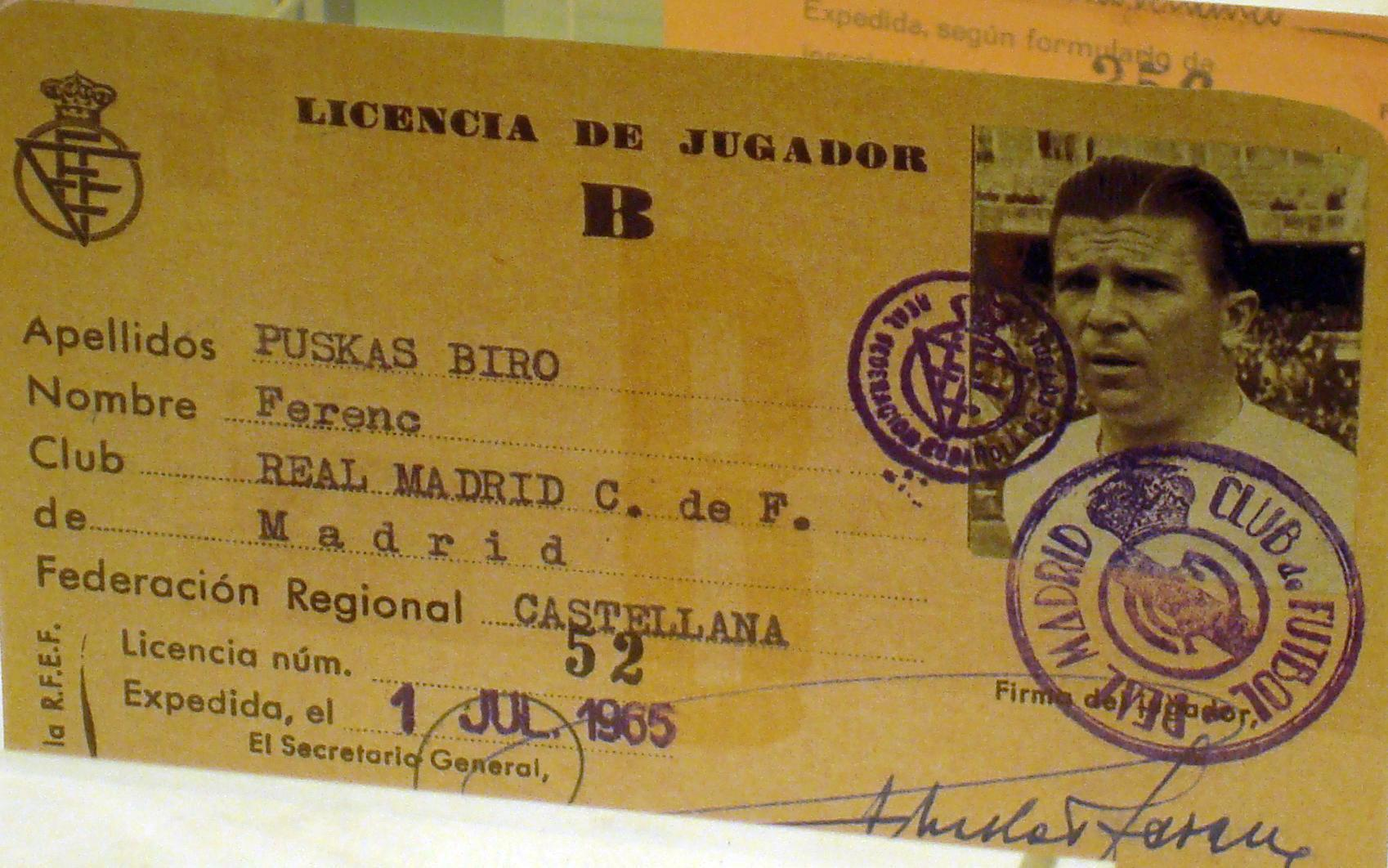
Licença de 1965 para Puskás jogar na Espanha.

Em 1952, a criação de Sebes foi apresentada ao mundo nas Olimpíadas de Helsinque. Puskás era o líder de uma equipa que realizou uma campanha irrepreensível: cinco jogos, cinco vitórias, vinte gols a favor e apenas dois contra. A medalha de ouro veio após vitória por 2–0 sobre a Iugoslávia. No inovador esquema da Seleção, Puskás e seu colega no meio-de-campo, Kocsis, movimentavam-se sem posição fixa, enquanto os os ponteiros recebiam auxílio dos outros médios, ao passo que o centroavante Nándor Hidegkuti recuava para participar da armação de jogadas. Com isso, a Hungria chegava a atacar com até sete atletas, superando em número os defensores adversários.
Em 1953, a Inglaterra enfim decidiu convidar a Hungria para um amistoso em Wembley. Isto fazia parte de uma tradição do English Team em provar sua superioridade sempre que uma seleção despontava na Europa; em seu mítico estádio, os britânicos costumavam aplicar uma surra nos desafiadores e continuavam a se proclamar os senhores do futebol. Os húngaros, além da conquista olímpica, estavam orgulhosos da conquista, naquele ano, da Copa Dr. Gerö, torneio precursor da atual Eurocopa. As únicas derrotas da Seleção Inglesa em seus domínios, até então, tinham vindo das outras seleções britânicas. No dia 25 de novembro, cem mil pessoas lotaram Wembley e o resultado da partida geraria uma comoção nacional entre os ingleses.
Com 90 segundos, Hidegkuti fez 1–0. Os ingleses empataram aos 13 minutos e o mesmo jogador pôs novamente a Hungria à frente aos vinte. Quatro minutos depois, Puskás aplicou um drible seco em seu marcador Billy Wright, arrastando a bola para trás com a sola de seu pé esquerdo e deixando o capitão inglês estatelado no chão, fuzilando então a meta inglesa, fazendo 3–1. Outros três minutos se passaram e o major fez o quarto. A partida terminaria 6–3. Logo um novo encontro entre as duas seleções foi marcada, para dar aos ingleses a chance da revanche. Mesmo preparando-se melhor, o English Team levou de 1–7 no Népstadion, em Budapeste. A vitória, em 23 de maio de 1954 não deixou dúvidas de que a Hungria era a melhor Seleção europeia, com seu misto de talento, disciplina e força. Outra tática era fazer um aquecimento cedo dentro de campo, enquanto o adversário ainda se preparava nos vestiários: desta forma, pegavam o oponente ainda frio e costumavam marcar uma ou duas vezes logo no início da partida.

### Copa do Mundo de 1954
A um mês da Copa do Mundo de 1954, os magiares somavam 23 vitórias, 4 empates, 114 gols a favor e 26 contra em sua série invicta. A equipe classificou-se para o torneio sem precisar jogar - os poloneses, os únicos adversários a serem enfrentados, retiraram-se da disputa, que ninguém duvidava de que terminaria a favor dos húngaros se levada para os gramados. A estreia na Copa foi contra a Coreia do Sul. O resultado deixou a larga impressão de que não passara de um treino para os magiares, que venceram por 9–0, no que foi por muito tempo a maior goleada das Copas (superada apenas por um 10–1, curiosamente também aplicado pela Hungria, na Copa do Mundo de 1982 contra El Salvador). Puskás marcou duas vezes.
O jogo seguinte foi contra a Alemanha Ocidental, que escalou uma equipa de reservas, sabendo que não deveria vencer a partida. A Hungria venceu por 8–3 e Puskás marcou mais uma vez, aos 17 minutos do primeiro tempo, mas saiu no prejuízo: aos 15 minutos do segundo, sofreu uma entrada por trás de Werner Liebrich, caiu de mau jeito e torceu seriamente o tornozelo. Sem condições sequer de caminhar ao vestiário, ficou sentado na linha da lateral, onde exibiu aos jornalistas a perna inchada.
Para muitos, a Copa acabava para ele ali. Os colegas souberam vencer sem ele, mas o jogos foram mais difíceis: 4–2 contra Brasil nas quartas-de-final e o mesmo resultado contra o campeão Uruguai nas semifinais, este adversário só vencido em dura e extenuante prorrogação. Contra os brasileiros, mesmo não entrando em campo, Puskás fez parte da briga generalizada que ocorreu na partida: na chamada "Batalha de Berna", ele abriu a testa de Pinheiro com uma garrafada, no túnel.
Na final, os húngaros enfrentariam novamente a Alemanha Ocidental, agora escalada com seus titulares e bem mais confiante, com uma trajetória crescente a cada jogo que incluiu uma goleada de 6–1 sobre a Áustria nas semifinais. Puskás finalmente voltou à equipa: mesmo com o tornozelo não totalmente curado, convenceu Gusztáv Sebes de que aguentaria jogar. Com seu pré-aquecimento característico, a Hungria logo marcou: aos seis minutos, determinado a provar de que se recuperara, Puskás abriu o marcador após chutar rasteiro e cruzado a bola quando ela sobrou-lhe limpa depois que um cruzamento de Sándor Kocsis desviou justamente no carrasco Liebrich.
Três minutos depois, Kocsis ampliou. Porém, os alemães cumpriram à risca o esquema tático planejado por seu treinador, Sepp Herberger, que anulava a principal referência das jogadas húngaras, Nándor Hidegkuti. E em apenas sete minutos empataram a partida. O gol de empate teria ocorrido após falta no goleiro Gyula Grosics, mas os magiares não reclamaram: a autoconfiança era tamanha que eles nunca reclamavam do juiz, pois os erros de arbitragem costumavam ser compensados com vários gols. Porém, os adversários conseguiram ajustar-se na partida e, após o empate, fecharam-se na defesa, fazendo jogadas ofensivas apenas em contra-ataques. Aos poucos, a Hungria passou a mostrar o desgaste físico provocado pelos duros confrontos contra Brasil e Uruguai- e Puskás, o de sua lesão.
Cautelosos, os húngaros passaram a se preservar para uma nova prorrogação, diminuindo seu ímpeto. Porém, aos 39 minutos do segundo tempo, a Alemanha Ocidental conseguiu virar o jogo, em um de seus contra-ataques. Puskás, aos 43, conseguiu empatar. Porém, o bandeirinha marcou impedimento. Os germânicos, com bastante fôlego souberam segurar a partida, quebraram a invencibilidade húngara e sagraram-se campeões.

## Seleção Espanhola
Proibido de voltar à Hungria, Puskás naturalizou-se cidadão espanhol. Na Seleção Espanhola já jogavam naturalizados, dentre eles seus colegas de Real Madrid, Alfredo Di Stéfano (argentino) e José Santamaría (uruguaio), além do paraguaio Eulogio Martínez. A Espanha falhara em ir à Copa do Mundo de 1958 mesmo com Di Stéfano já atuando pelo país. Nas eliminatórias europeias para a Copa do Mundo de 1962, os espanhóis teriam como únicos adversários o País de Gales. Contra os galeses, La Furia conseguiu passar, mas não sem vexame: em Gales, venceram por 2 1com um gol de Di Stéfano a doze minutos do fim; em Madrid, fez 1–0 aos dez minutos do segundo tempo, permitiu o empate e sofreu com a pressão britânica até o final da partida.
A partida não seria a última classificatória: para ir ao Chile, a Espanha teve de enfrentar um play-off contra o vencedor do subgrupo africano da chave em que estava, o Marrocos. O treinador Pedro Escartín então resolveu convocar Puskás, escalando-o para a primeira partida, em Casablanca. A Espanha venceu, com um gol a dez minutos do fim. Na volta, a Espanha novamente venceu sem convencer, tendo de segurar a pressão marroquina após o placar ficar em 3–2 para os espanhóis. Puskás não atuou nessa partida; o jogo de ida nos duelos contra o Marrocos acabaria sendo a única vez em que atuou ao lado de Di Stéfano pela Espanha.[carece de fontes?]
Com apenas uma partida pela Espanha, Puskás foi, aos 35 anos, convocado pelo país para a Copa do Mundo de 1962. Na estreia, a equipa foi novamente apática, não conseguindo concluir as jogadas, e perdeu por 0–1 para a Tchecoslováquia. Na segunda partida, a equipa jogou melhor, embora só tenha marcado uma vez, o suficiente para vencer o México.
A Espanha chegou à última partida da primeira fase precisando vencer para classificar-se. O jogo seria contra o campeão Brasil, velho conhecido de Puskás. Antes da partida, ele declarou que se a Espanha perdesse, tiraria a camisa e nunca mais atuaria pelo país. As duas seleções jogariam seriamente desfalcadas: a Espanha sem Di Stéfano, que ainda não pudera jogar na Copa, e o Brasil sem Pelé.
Aos 35 minutos do primeiro tempo, os europeus ficaram na frente. Porém, o desconhecido substituto de Pelé, Amarildo, virou a partida com gols aos 27 e 41 do segundo tempo. Quando ainda estava 1–0, porém, a Espanha poderia ter liquidado a partida: Nílton Santos cometeu pênalti em Enrique Collar, mas ludibriou o árbitro ao dar dois passos à frente e sair da grande área. O juiz marcou então falta, que Puskás cobrou cruzando-a para Joaquín Peiró, que acertou as redes com um chute de bicicleta. O juiz chileno Sergio Bustamente, porém, anulou o gol alegando jogo perigoso. O trio de arbitragem sul-americano seria bastante criticado pelos espanhóis. Di Stéfano não atuou nesses jogos em virtude de uma lesão: só teria condições de jogo na segunda fase no torneio, e a eliminação precoce impediu que os dois amigos atuassem mais vezes pela Espanha, assim como não permitiu ao argentino o sabor de jogar uma Copa.
Embora não tenha tirado a camisa, a derrota para o Brasil acabaria realmente sendo a última partida de Puskás pela Seleção Espanhola. Curiosamente, poderia ter ido à Copa ao lado de outro húngaro naturalizado, seu constante adversário de Barcelona, László Kubala. No entanto, este estava lesionado e não foi ao mundial. Puskás e Kubala nunca jogaram juntos pela Espanha. A única vez em que atuaram lado a lado foi em uma derrota da Hungria para a Bulgária em 1948, ainda antes da seleção ser revolucionada por Gusztáv Sebes. Quando Sebes começou a fortalecer o selecionado magiar, Kubala já havia ido embora do país, fugindo da ascensão comunista.
A decisão de Puskás acabaria lhe tirando a oportunidade de faturar a Eurocopa 1964 com a Espanha: o torneio ocorreu quando ele, mesmo aos 38 anos, ainda estava em alto nível: havia sido campeão e artilheiro do Espanhol de 1963–64, além de ter marcado três gols na perdida final da Copa dos Campeões, na mesma temporada. Curiosamente, teria enfrentado seu país natal nas semifinais.

## Após parar de jogar
Acabou tornando-se um treinador de relativo sucesso. Uma de suas melhores performances foi quando levou o Panathinaikos, da Grécia, à final da Copa dos Campeões de 1971, perdida para o Ajax de Johan Cruijff. Com a equipe, foi ainda campeão grego em 1971 e 1972. No San Francisco Golden Gate Gales, onde esteve em 1967, chegou a treinar seu compatriota László Kubala, então em fim de carreira.
Após treinar equipes dos cinco continentes da bola (como o americano Colo-Colo, o africano El-Masry, a asiática Seleção Saudita e o oceânico South Melbourne, além do Panathinaikos e outros europeus), encerrou a sua carreira de treinador no começo da década de 1990, treinando a sua Hungria em 1993. Fixara residência natal desde o ano anterior, após o fim do comunismo por lá. Mas já pudera regressar a ela em 1981, com o início do processo de abertura política do Leste Europeu. Foi recebido como herói pelo povo e ex-companheiros de Honvéd, dentre os quais já não estava József Bozsik, seu amigo de infância, morto em 1978.
Em 1995, foi alçado à patente de coronel. Em 1997, por ocasião de seu 70º aniversário, recebeu do então presidente do Comitê Olímpico Internacional, Juan Antonio Samaranch, a ordem de honra do COI, a máxima condecoração olímpica. Em 1999, o governo húngaro lhe nomeou embaixador do esporte do país.
Desde 2000, Puskás sofria do Mal de Alzheimer, doença degenerativa que atinge o cérebro e causa perda progressiva da memória, o que fez seu amigo Di Stéfano e outro ex-colega de Real, Amancio Amaro, viajara a Budapeste para vê-lo e saber de sua situação financeira e de saúde; seu ex-clube logo se dispôs a ajudá-lo com despesas de tratamento. Em 2001, O Népstadion, estádio municipal de Budapeste, passaria a chamar-se Estádio Puskás Ferenc em uma justa homenagem ao maior símbolo do futebol húngaro. Uma última grande homenagem em vida veio em 2004, quando foi eleito o melhor jogador da Hungria dos cinquenta anos da UEFA, nos Prêmios do Jubileu da entidade.

### Morte
O ídolo morreu em Budapeste, no dia 17 de novembro de 2006, depois de ficar internado com uma pneumonia durante cerca de dois meses, recebendo um funeral de Estado. Quatro anos depois, foi anunciada a estreia de um musical que destaca os feitos dele e de seus companheiros na Copa do Mundo de 1954. O espetáculo, que contém gravações e fragmentos de documentários da época, leva o nome da alcunha daquele mítico elenco: "A equipe de ouro".

### Prémio FIFA Ferenc Puskás
Em 20 de outubro de 2009 a FIFA criou o Prémio FIFA Ferenc Puskás a fim de premiar o jogador(a) que marcou o gol mais bonito do ano.
| “ | É importante preservar a memória dos grandes nomes do futebol que deixaram sua marca na nossa história. Ferenc Puskás era não só um jogador com imenso talento que ganhou muitas honras, mas também um homem notável. É, portanto, um prazer para a FIFA lhe prestar homenagem e lhe dedicar este prémio à sua memória | ” |

O prazo para o primeiro prêmio foi julho de 2008 a julho de 2009. O prémio anual foi apresentado pela primeira vez durante a gala FIFA World Player of The Year, no dia 21 de dezembro 2009, na Suíça.

## Estatísticas

### Clubes
| Equipe            | Temporada         | Campeonato nacional | Campeonato nacional | Copa nacional | Copa nacional | Competições continentais | Competições continentais | Total | Total |
| Equipe            | Temporada         | Jogos               | Gols                | Jogos         | Gols          | Jogos                    | Gols                     | Jogos | Gols  |
| ----------------- | ----------------- | ------------------- | ------------------- | ------------- | ------------- | ------------------------ | ------------------------ | ----- | ----- |
| Honvéd            | 1943–44           | 18                  | 7                   | —             | —             | —                        | —                        | 18    | 7     |
| Honvéd            | 1944-45           | 2                   | 1                   | —             | —             | —                        | —                        | 2     | 1     |
| Honvéd            | 1944              | 11                  | 6                   | —             | —             | —                        | —                        | 11    | 6     |
| Honvéd            | 1945              | 20                  | 10                  | —             | —             | —                        | —                        | 20    | 10    |
| Honvéd            | 1945–46           | 34                  | 36                  | —             | —             | —                        | —                        | 34    | 36    |
| Honvéd            | 1946–47           | 29                  | 32                  | —             | —             | —                        | —                        | 29    | 32    |
| Honvéd            | 1947–48           | 31                  | 50                  | —             | —             | —                        | —                        | 31    | 50    |
| Honvéd            | 1948–49           | 28                  | 46                  | —             | —             | —                        | —                        | 28    | 46    |
| Honvéd            | 1949–50           | 30                  | 31                  | —             | —             | —                        | —                        | 30    | 31    |
| Honvéd            | 1950              | 15                  | 25                  | —             | —             | —                        | —                        | 15    | 25    |
| Honvéd            | 1951              | 21                  | 21                  | 2             | 4             | —                        | —                        | 23    | 25    |
| Honvéd            | 1952              | 26                  | 22                  | —             | —             | —                        | —                        | 26    | 22    |
| Honvéd            | 1953              | 26                  | 27                  | 3             | 12            | —                        | —                        | 29    | 39    |
| Honvéd            | 1954              | 20                  | 21                  | —             | —             | —                        | —                        | 20    | 21    |
| Honvéd            | 1955              | 26                  | 18                  | 6             | 4             | 4                        | 3                        | 36    | 25    |
| Honvéd            | 1956              | 13                  | 5                   | —             | —             | 2                        | 1                        | 15    | 6     |
| Honvéd            | Total             | 350                 | 358                 | 11            | 20            | 6                        | 4                        | 367   | 383   |
| Real Madrid       | 1958–59           | 24                  | 21                  | 5             | 2             | 5                        | 2                        | 34    | 25    |
| Real Madrid       | 1959–60           | 24                  | 25                  | 5             | 10            | 7                        | 12                       | 36    | 47    |
| Real Madrid       | 1960–61           | 28                  | 28                  | 9             | 14            | 4                        | 2                        | 41    | 44    |
| Real Madrid       | 1961–62           | 23                  | 20                  | 8             | 13            | 9                        | 7                        | 40    | 40    |
| Real Madrid       | 1962–63           | 30                  | 26                  | 7             | 5             | 2                        | 0                        | 39    | 31    |
| Real Madrid       | 1963–64           | 25                  | 21                  | 0             | 0             | 8                        | 7                        | 33    | 28    |
| Real Madrid       | 1964–65           | 18                  | 11                  | 4             | 4             | 3                        | 2                        | 25    | 17    |
| Real Madrid       | 1965–66           | 8                   | 4                   | 3             | 1             | 3                        | 5                        | 14    | 10    |
| Real Madrid       | Total             | 180                 | 156                 | 41            | 49            | 41                       | 37                       | 262   | 242   |
| Total na carreira | Total na carreira | 530                 | 514                 | 52            | 69            | 47                       | 42                       | 629   | 625   |

### Seleção Húngara
| Ano   | Jogos | Gols |
| ----- | ----- | ---- |
| 1945  | 2     | 3    |
| 1946  | 3     | 3    |
| 1947  | 5     | 5    |
| 1948  | 6     | 7    |
| 1949  | 8     | 11   |
| 1950  | 6     | 12   |
| 1951  | 3     | 4    |
| 1952  | 12    | 10   |
| 1953  | 7     | 6    |
| 1954  | 11    | 8    |
| 1955  | 12    | 10   |
| 1956  | 9     | 4    |
| Total | 85    | 84   |

Expanda a caixa de informações para conferir todos os jogos deste jogador, pela sua seleção.
|     | Data                    | Local                                   | Resultado | Adversário         | Gol(s) | Competição                 |
| --- | ----------------------- | --------------------------------------- | --------- | ------------------ | ------ | -------------------------- |
| 1.  | 20 de agosto de 1945    | Stadion Albert Flórián, Budapeste       | 5–2       | Áustria            | 1      | Amistoso                   |
| 2.  | 30 de setembro de 1945  | Stadion Albert Flórián, Budapeste       | 7–2       | Romênia            | 2      | Amistoso                   |
| 3.  | 14 de abril de 1946     | Ernst-Happel-Stadion, Viena             | 2–3       | Áustria            | 0      | Amistoso                   |
| 4.  | 16 de outubro de 1946   | Stadion Albert Flórián, Budapeste       | 2–0       | Áustria            | 0      | Amistoso                   |
| 5.  | 30 de outubro de 1946   | Stade de la Frontière, Esch-sur-Alzette | 7–2       | Luxemburgo         | 3      | Amistoso                   |
| 6.  | 4 de maio de 1947       | Stadion Albert Flórián, Budapeste       | 5–2       | Áustria            | 1      | Amistoso                   |
| 7.  | 11 de maio de 1947      | Stadio Comunale, Turim                  | 2–3       | Itália             | 1      | Amistoso                   |
| 8.  | 29 de junho de 1947     | Partizan, Belgrado                      | 3–2       | Iugoslávia         | 2      | Copa dos Balcãs 1947       |
| 9.  | 14 de setembro de 1947  | Ernst-Happel-Stadion, Viena             | 3–4       | Áustria            | 0      | Amistoso                   |
| 10. | 12 de outubro de 1947   | Giulești-Valentin Stănescu, Bucareste   | 3–0       | Romênia            | 2      | Copa dos Balcãs 1947       |
| 11. | 22 de abril de 1948     | Stadion Albert Flórián, Budapeste       | 7–4       | Suíça              | 2      | Copa Internacional 1948–53 |
| 12. | 2 de maio de 1948       | Ernst-Happel-Stadion, Viena             | 2–3       | Áustria            | 0      | Copa Internacional 1948–53 |
| 13. | 23 de maio de 1948      | Stadion Albert Flórián, Budapeste       | 2–1       | Tchecoslováquia    | 0      | Copa Internacional 1948–53 |
| 14. | 6 de junho de 1948      | Megyeri úti, Budapeste                  | 9–0       | Romênia            | 2      | Copa dos Balcãs 1948       |
| 15. | 24 de outubro de 1948   | Stadionul Republicii, Bucareste         | 5–1       | Romênia            | 2      | Copa dos Balcãs 1948       |
| 16. | 7 de novembro de 1948   | Yunak, Sófia                            | 0–1       | Bulgária           | 0      | Amistoso                   |
| 17. | 10 de abril de 1949     | Strahov, Praga                          | 2–5       | Tchecoslováquia    | 1      | Copa Internacional 1948–53 |
| 18. | 8 de maio de 1949       | Megyeri úti, Budapeste                  | 6–1       | Áustria            | 3      | Copa Internacional 1948–53 |
| 19. | 12 de junho de 1949     | Megyeri úti, Budapeste                  | 1–1       | Itália             | 0      | Copa Internacional 1948–53 |
| 20. | 19 de junho de 1949     | Råsunda, Solna                          | 2–2       | Suécia             | 0      | Amistoso                   |
| 21. | 10 de julho de 1949     | Nagyerdei, Debrecen                     | 8–2       | Polónia            | 2      | Amistoso                   |
| 22. | 16 de outubro de 1949   | Ernst-Happel-Stadion, Viena             | 4–3       | Áustria            | 2      | Amistoso                   |
| 23. | 30 de outubro de 1949   | Megyeri úti, Budapeste                  | 5–0       | Bulgária           | 2      | Amistoso                   |
| 24. | 20 de novembro de 1949  | Megyeri úti, Budapeste                  | 5–0       | Suécia             | 1      | Amistoso                   |
| 25. | 30 de abril de 1950     | Megyeri úti, Budapeste                  | 5–0       | Tchecoslováquia    | 2      | Amistoso                   |
| 26. | 14 de maio de 1950      | Ernst-Happel-Stadion, Viena             | 3–5       | Áustria            | 1      | Amistoso                   |
| 27. | 4 de junho de 1950      | Stadion Wojska Polskiego, Varsóvia      | 5–2       | Polónia            | 2      | Amistoso                   |
| 28. | 24 de setembro de 1950  | Megyeri úti, Budapeste                  | 12–0      | Albânia            | 4      | Amistoso                   |
| 29. | 29 de outubro de 1950   | Megyeri úti, Budapeste                  | 4–3       | Áustria            | 3      | Amistoso                   |
| 30. | 12 de novembro de 1950  | C.D.N.V, Sófia                          | 1–1       | Bulgária           | 0      | Amistoso                   |
| 31. | 27 de maio de 1951      | Megyeri úti, Budapeste                  | 6–0       | Polónia            | 2      | Amistoso                   |
| 32. | 14 de outubro de 1951   | Stadion V.Ž.K.G., Ostrava               | 2–1       | Tchecoslováquia    | 0      | Amistoso                   |
| 33. | 18 de novembro de 1951  | Megyeri úti, Budapeste                  | 8–0       | Finlândia          | 2      | Amistoso                   |
| 34. | 18 de maio de 1952      | Stadion Albert Flórián, Budapeste       | 5–0       | Alemanha Ocidental | 0      | Amistoso                   |
| 35. | 24 de maio de 1952      | Dínamo de Moscou, Moscou                | 1–1       | União Soviética    | 0      | Amistoso                   |
| 36. | 27 de maio de 1952      | Dínamo de Moscou, Moscou                | 1–2       | União Soviética    | 1      | Amistoso                   |
| 37. | 15 de junho de 1952     | Stadion Wojska Polskiego, Varsóvia      | 5–1       | Polónia            | 2      | Amistoso                   |
| 38. | 22 de junho de 1952     | Olímpico, Helsinque                     | 6–1       | Finlândia          | 1      | Amistoso                   |
| 39. | 15 de julho de 1952     | Kupittaan Jalkapallostadion, Turku      | 2–1       | Romênia            | 0      | Jogos Olímpicos 1952       |
| 40. | 21 de julho de 1952     | Töölön Pallokenttä, Helsinque           | 3–0       | Itália             | 0      | Jogos Olímpicos 1952       |
| 41. | 24 de julho de 1952     | Kotkan Urheilukeskus, Kotka             | 7–1       | Turquia            | 2      | Jogos Olímpicos 1952       |
| 42. | 28 de julho de 1952     | Olímpico, Helsinque                     | 6–0       | Suécia             | 1      | Jogos Olímpicos 1952       |
| 43. | 2 de agosto de 1952     | Olímpico, Helsinque                     | 2–0       | Iugoslávia         | 1      | Jogos Olímpicos 1952       |
| 44. | 20 de setembro de 1952  | Wankdorf, Berna                         | 4–2       | Suíça              | 2      | Copa Internacional 1948–53 |
| 45. | 19 de outubro de 1952   | Megyeri úti, Budapeste                  | 5–0       | Tchecoslováquia    | 0      | Amistoso                   |
| 46. | 26 de abril de 1953     | Megyeri úti, Budapeste                  | 1–1       | Áustria            | 0      | Amistoso                   |
| 47. | 17 de maio de 1953      | Olímpico, Roma                          | 3–0       | Itália             | 2      | Copa Internacional 1948–53 |
| 48. | 5 de julho de 1953      | Råsunda, Solna                          | 4–2       | Suécia             | 1      | Amistoso                   |
| 49. | 4 de outubro de 1953    | Strahov, Praga                          | 5–1       | Tchecoslováquia    | 1      | Amistoso                   |
| 50. | 11 de outubro de 1953   | Ernst-Happel-Stadion, Viena             | 3–2       | Áustria            | 0      | Amistoso                   |
| 51. | 15 de novembro de 1953  | Népstadion, Budapeste                   | 2–2       | Suécia             | 0      | Amistoso                   |
| 52. | 25 de novembro de 1953  | Wembley, Londres                        | 6–3       | Inglaterra         | 2      | Amistoso                   |
| 53. | 12 de fevereiro de 1954 | Mokhtar El-Tetsh, Cairo                 | 3–0       | Egito              | 2      | Amistoso                   |
| 54. | 11 de abril de 1954     | Ernst-Happel-Stadion, Viena             | 1–0       | Áustria            | 0      | Amistoso                   |
| 55. | 23 de maio de 1954      | Népstadion, Budapeste                   | 7–1       | Inglaterra         | 2      | Amistoso                   |
| 56. | 17 de junho de 1954     | Hardturm, Zurique                       | 9–0       | Coreia do Sul      | 2      | Copa do Mundo 1954         |
| 57. | 20 de junho de 1954     | St. Jakob-Park, Basileia                | 8–3       | Alemanha Ocidental | 1      | Copa do Mundo 1954         |
| 58. | 4 de julho de 1954      | Wankdorf, Berna                         | 2–3       | Alemanha Ocidental | 1      | Copa do Mundo 1954         |
| 59. | 19 de setembro de 1954  | Népstadion, Budapeste                   | 5–1       | Romênia            | 0      | Amistoso                   |
| 60. | 26 de setembro de 1954  | Dínamo de Moscou, Moscou                | 1–1       | União Soviética    | 0      | Amistoso                   |
| 61. | 10 de outubro de 1954   | Népstadion, Budapeste                   | 3–0       | Suíça              | 0      | Amistoso                   |
| 62. | 24 de outubro de 1954   | Népstadion, Budapeste                   | 4–1       | Tchecoslováquia    | 0      | Amistoso                   |
| 63. | 8 de dezembro de 1954   | Hampden Park, Glasgow                   | 4–2       | Escócia            | 0      | Amistoso                   |
| 64. | 24 de abril de 1955     | Ernst-Happel-Stadion, Viena             | 2–2       | Áustria            | 0      | Copa Internacional 1955–60 |
| 65. | 8 de maio de 1955       | Ullevaal Stadion, Oslo                  | 5–0       | Noruega            | 1      | Amistoso                   |
| 66. | 11 de maio de 1955      | Råsunda, Solna                          | 7–3       | Suécia             | 2      | Amistoso                   |
| 67. | 15 de maio de 1955      | Københavns Idrætspark, Copenhague       | 6–0       | Dinamarca          | 0      | Amistoso                   |
| 68. | 19 de maio de 1955      | Olímpico, Helsinque                     | 9–1       | Finlândia          | 1      | Amistoso                   |
| 69. | 29 de maio de 1955      | Népstadion, Budapeste                   | 3–1       | Escócia            | 0      | Amistoso                   |
| 70. | 17 de setembro de 1955  | Olympique de La Pontaise, Lausana       | 5–4       | Suíça              | 2      | Copa Internacional 1955–60 |
| 71. | 25 de setembro de 1955  | Népstadion, Budapeste                   | 1–1       | União Soviética    | 1      | Amistoso                   |
| 72. | 2 de outubro de 1955    | Strahov, Praga                          | 3–1       | Tchecoslováquia    | 0      | Copa Internacional 1955–60 |
| 73. | 16 de outubro de 1955   | Népstadion, Budapeste                   | 6–1       | Áustria            | 1      | Copa Internacional 1955–60 |
| 74. | 13 de novembro de 1955  | Népstadion, Budapeste                   | 4–2       | Suécia             | 1      | Amistoso                   |
| 75. | 27 de novembro de 1955  | Népstadion, Budapeste                   | 2–0       | Itália             | 1      | Copa Internacional 1955–60 |
| 76. | 19 de fevereiro de 1956 | İnönü de Beşiktaş, Istambul             | 1–3       | Turquia            | 1      | Amistoso                   |
| 77. | 29 de fevereiro de 1956 | Municipal, Beirute                      | 4–1       | Líbano             | 1      | Amistoso                   |
| 78. | 29 de abril de 1956     | Népstadion, Budapeste                   | 2–2       | Iugoslávia         | 0      | Copa Internacional 1955–60 |
| 79. | 3 de junho de 1956      | Rei Balduíno, Bruxelas                  | 4–5       | Bélgica            | 1      | Amistoso                   |
| 80. | 9 de junho de 1956      | Nacional do Jamor, Oeiras               | 2–2       | Portugal           | 0      | Amistoso                   |
| 81. | 15 de julho de 1956     | Népstadion, Budapeste                   | 4–1       | Polónia            | 0      | Amistoso                   |
| 82. | 16 de setembro de 1956  | Partizan, Belgrado                      | 3–1       | Iugoslávia         | 1      | Copa Internacional 1955–60 |
| 83. | 23 de setembro de 1956  | Lujniki, Moscou                         | 1–0       | União Soviética    | 0      | Amistoso                   |
| 84. | 7 de outubro de 1956    | Olympique Yves-du-Manoir, Colombes      | 2–1       | França             | 0      | Amistoso                   |
| 85. | 14 de outubro de 1956   | Ernst-Happel-Stadion, Viena             | 2–0       | Áustria            | 1      | Amistoso                   |

### Seleção Espanhola
| Ano   | Jogos | Gols |
| ----- | ----- | ---- |
| 1961  | 1     | 0    |
| 1962  | 3     | 0    |
| Total | 4     | 0    |

Expanda a caixa de informações para conferir todos os jogos deste jogador, pela sua seleção.
|    | Data                   | Local                       | Resultado | Adversário      | Gol(s) | Competição               |
| -- | ---------------------- | --------------------------- | --------- | --------------- | ------ | ------------------------ |
| 1. | 12 de novembro de 1961 | Stade d'Honneur, Casablanca | 1–0       | Marrocos        | 0      | Elim. Copa do Mundo 1962 |
| 2. | 31 de maio de 1962     | Sausalito, Viña del Mar     | 0–1       | Tchecoslováquia | 0      | Copa do Mundo 1962       |
| 3. | 3 de junho de 1962     | Sausalito, Viña del Mar     | 1–0       | México          | 0      | Copa do Mundo 1962       |
| 4. | 6 de junho de 1962     | Sausalito, Viña del Mar     | 1–2       | Brasil          | 0      | Copa do Mundo 1962       |

## Títulos

### Como Jogador
Honvéd
- Campeonato Húngaro: 1949–50, 1950, 1952, 1954, 1955

Real Madrid
- Copa Intercontinental: 1960
- Liga dos Campeões da UEFA: 1958–59, 1959–60, 1965–66
- La Liga: 1960–61, 1961–62, 1962–63, 1963–64, 1964–65
- Copa del Rey: 1961–62

Hungria
- Jogos Olímpicos: 1952
- Copa Internacional da Europa Central: 1948–53

### Como Treinador
Panathinaikos
- Campeonato Grego: 1969–70, 1971–72

South Melbourne
- Copa Dockerty: 1989, 1991
- Copa da Austrália: 1989–90
- Campeonato Australiano: 1990–91

### Prêmios individuais
- Ballon d'Or (2º lugar): 1960
- Futebolista do Ano da Federação Húngara de Futebol: 1950
- FIFA 100
- Prêmios do Jubileu da UEFA: Hungria
- Lendas do Futebol (IFFHS)[32]
- 6.º melhor jogador de futebol do século XX da IFFHS

### Artilharias
- Campeonato Húngaro de 1947–48 (50 gols)
- Copa dos Bálcãs de 1948 (8 gols)
- Copa Internacional da Europa Central de 1948–53 (10 gols)
- Campeonato Húngaro de 1949–50 (31 gols)
- Campeonato Húngaro de 1950 (25 gols)
- Campeonato Húngaro de 1953 (27 gols)
- La Liga de 1959–60 (25 gols)
- Liga dos Campeões da UEFA de 1959–60 (12 gols)
- Copa Intercontinental de 1960 (2 gols)
- La Liga de 1960–61 (28 gols)
- Liga dos Campeões da UEFA de 1961–62  (7 gols)
- La Liga de 1962–63 (26 gols)
- La Liga de 1963–64 (21 gols)
- Liga dos Campeões da UEFA de 1963–64 (7 gols)